# 弗兰克·汉伯伦
弗兰克·汉伯伦（英語：Frank Hamblen；1947年4月16日—2017年9月30日），美国大学篮球运动员和职业篮球教练，身高1.90米。

## NCAA球员生涯
汉伯伦在1960年代晚期的大学时期是NCAA雪城大学的后卫，1969年成为球队的队长。他在球场上的招牌动作是离地幅度很小的跳投，罰球準度也有一定的水準，但因為受傷的緣故，在三年级和四年级时逐渐失去了在球队中的先發位置。

## NBA教练生涯
大学毕业后，作为大学时期的杰出球员，汉伯伦很快成为了NBA联盟圣迭戈/休斯敦火箭队的球探。前后在NBA和ABA联盟工作了35年，在丹佛火箭队（1972-77）、堪萨斯城国王队（1978-1987）、密尔沃基雄鹿队（1988-1996）、芝加哥公牛队（1996-1998）和洛杉矶湖人队（1999-至今）担任过助理教练的职务，并且曾赢得过1997年和1998年公牛队的总冠军及2000年、2001年和2002年湖人队的总冠军。
汉伯伦还曾两度成为NBA球队的临时过渡教练，分别是1991–92年賽季的密尔沃基雄鹿队和2004–05年賽季的洛杉矶湖人队，在雄鹿隊的期间共取得了23胜42负的执教成绩，湖人时期是10胜29负。此后他还多次出任NBA球队的助理教练一职，现为洛杉矶湖人队的助理教练。